# Altkleidersammlung

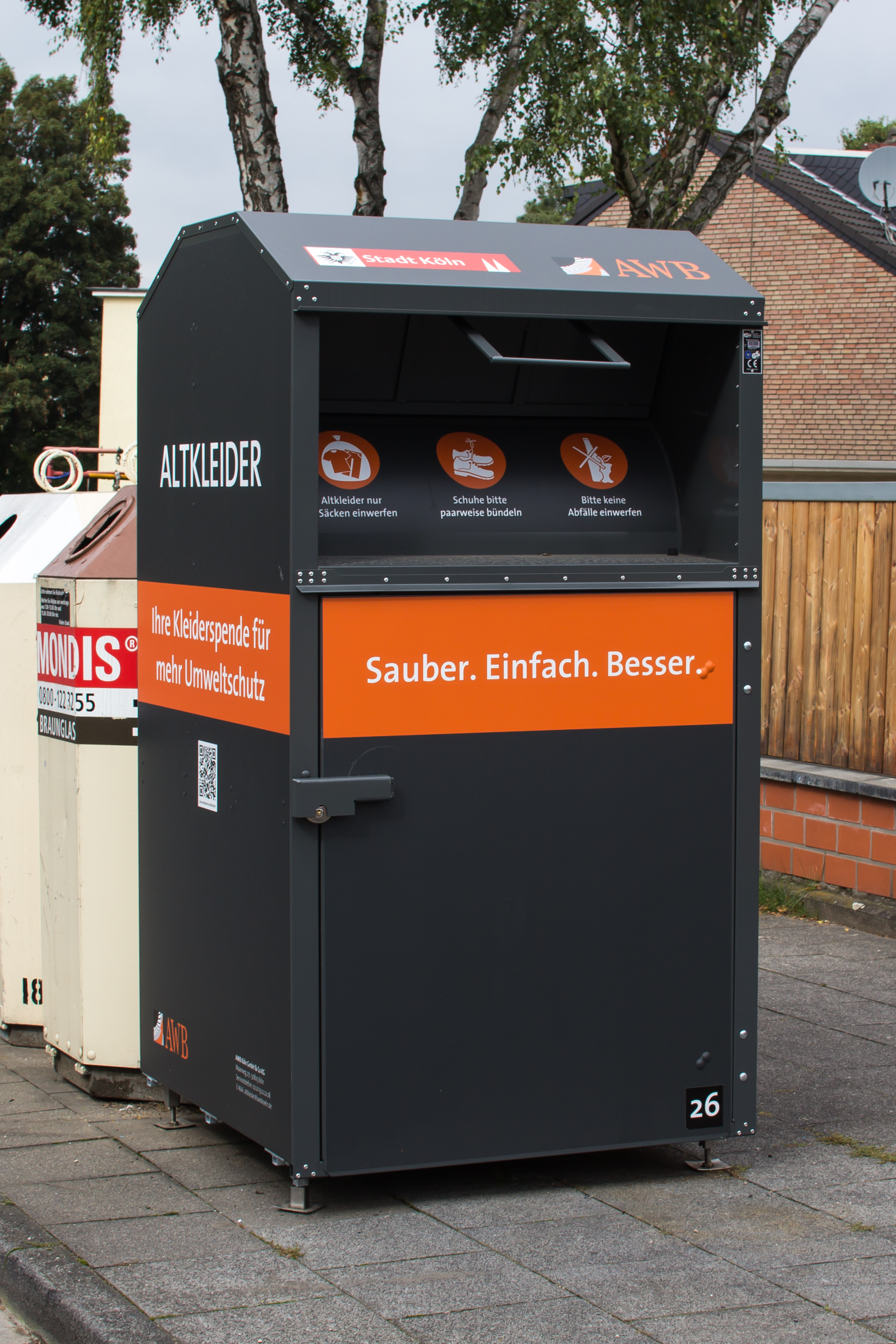
Beispiel für einen Depotcontainer für Textilien

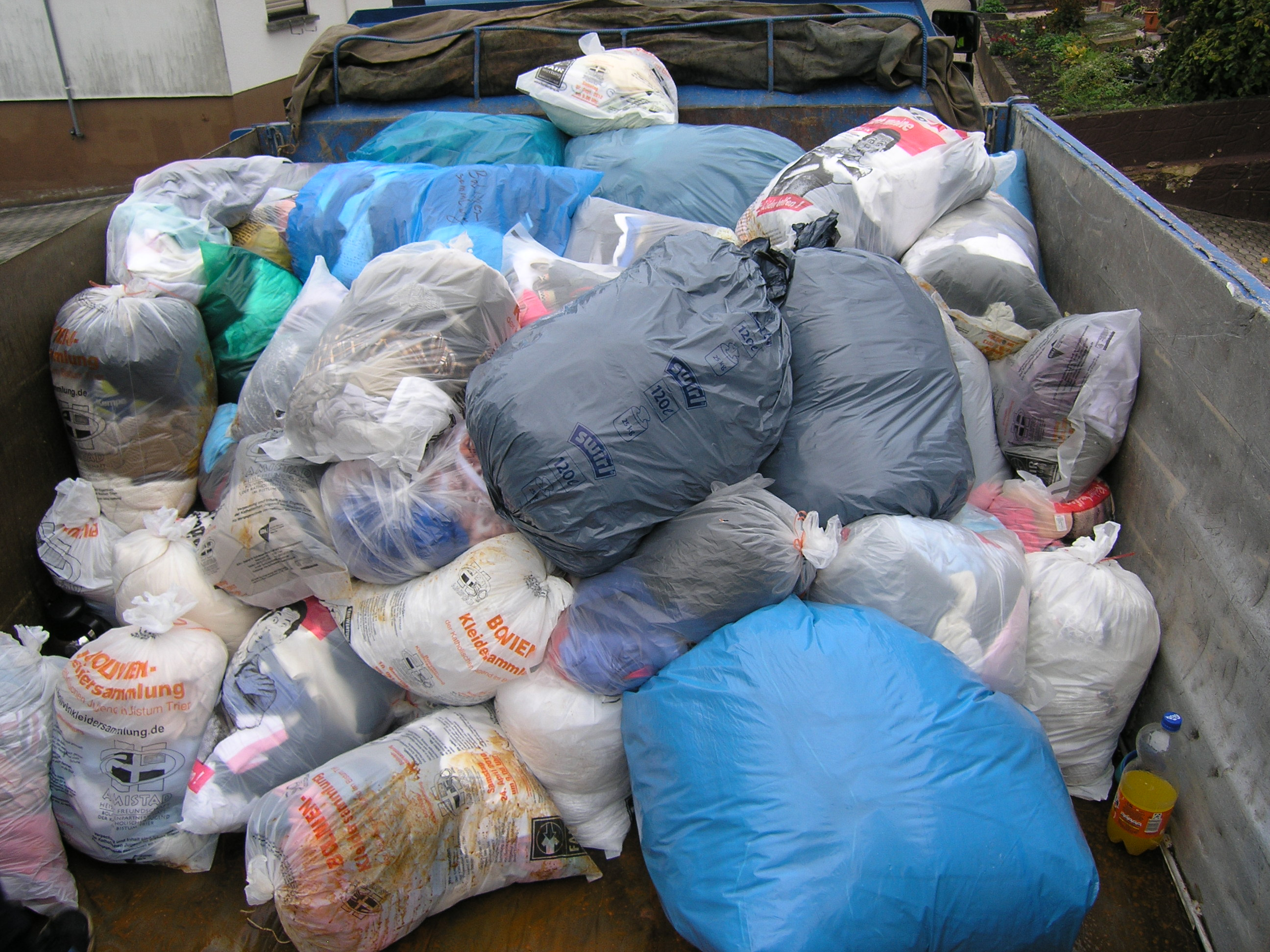
Sammeln der Kleidersäcke auf einem LKW

Eine Altkleidersammlung ist das organisierte Einsammeln von gebrauchter oder ungebrauchter Kleidung, Schuhen und anderen Textilien (post-consumer textiles) durch einen gemeinnützigen Verein oder gewerbliche Sammler. Die gesammelte Kleidung ist einerseits eine Spende an die Sammler, andererseits kann sie eine Weiterverwendung noch gebrauchsfähiger Kleidung ermöglichen; sie soll in einem noch verwendbaren Zustand sein.

## Herkunft und Mengen
In Deutschland können als Ursachen der Altkleidersammlung zum einen der stetige Konsum der Wohlstandsgesellschaft und zum anderen das Bestreben nach Wohltätigkeit angesehen werden. Die Spender verfolgen das Ziel, sich alter, überflüssig, unbeliebt oder unmodisch gewordener Kleidung zu entledigen, gegebenenfalls Platz für neue Kleidung zu schaffen – und zugleich Bedürftigen zu helfen. Nach einer Untersuchung des BVSE aus dem Jahr 2018 werden in Deutschland etwa 74 % der Menge neuer Kleidung in Altkleidersammlungen gegeben, das entspricht jährlich 1,27 Millionen Tonnen. Der Rest wird im Hausmüll entsorgt oder privat weitergegeben. Der Dachverband FairWertung listet um die 150 gemeinnützige Organisationen als Mitglieder auf, die ihre Arbeit teilweise durch Kleidersammlungen finanzieren.

## Arten der Sammlung

### Straßensammlung
Straßensammlungen sind in Deutschland seit Juni 2012 laut Kreislaufwirtschaftsgesetz anmeldepflichtig. Für die Anzeige gibt es keine besonderen Formvorschriften, sie muss jedoch spätestens drei Monate vor der Sammlung erfolgen (§ 18 Abs. 1 KrWG). Dabei wird zwischen gemeinnützigen und gewerblichen Sammlungen unterschieden (vgl. § 17 Abs. 2 Nr. 3 und 4 KrWG). Nur bei gewerblichen Sammlungen müssen stets Angaben zur vorgesehenen Verwertung gemacht werden. Die zuständige Behörde kann jedoch solche Angaben auch bei gemeinnützigen Sammlungen nach eigenem Ermessen einfordern (§ 18 Abs. 2 und 3 KrWG).
In der Schweiz finden die bis 2016 üblichen Strassensammlungen in den meisten Regionen nicht mehr statt; die in der Schweiz grösste Sammelorganisation Texaid eröffnete nach einem Versuch im Jahr 2016 ab 2017 ein Sammelsystem in Kooperation mit der Schweizerischen Post; anstelle eines bestimmten Sammel-Tages können Sammelsäcke während bestimmter Periode beim Briefkasten deponiert werden.

### Depotcontainer

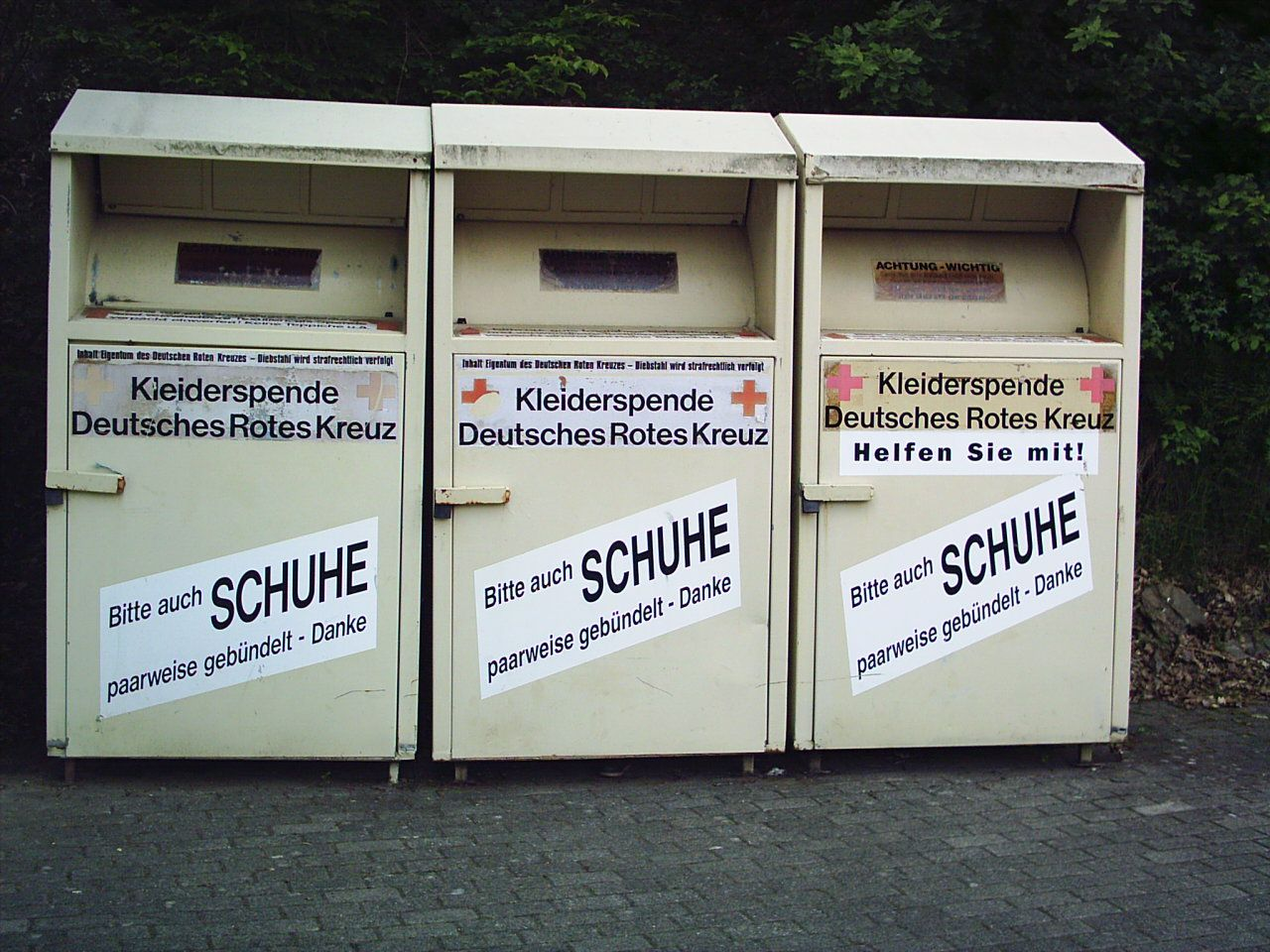
Depotcontainer des DRK

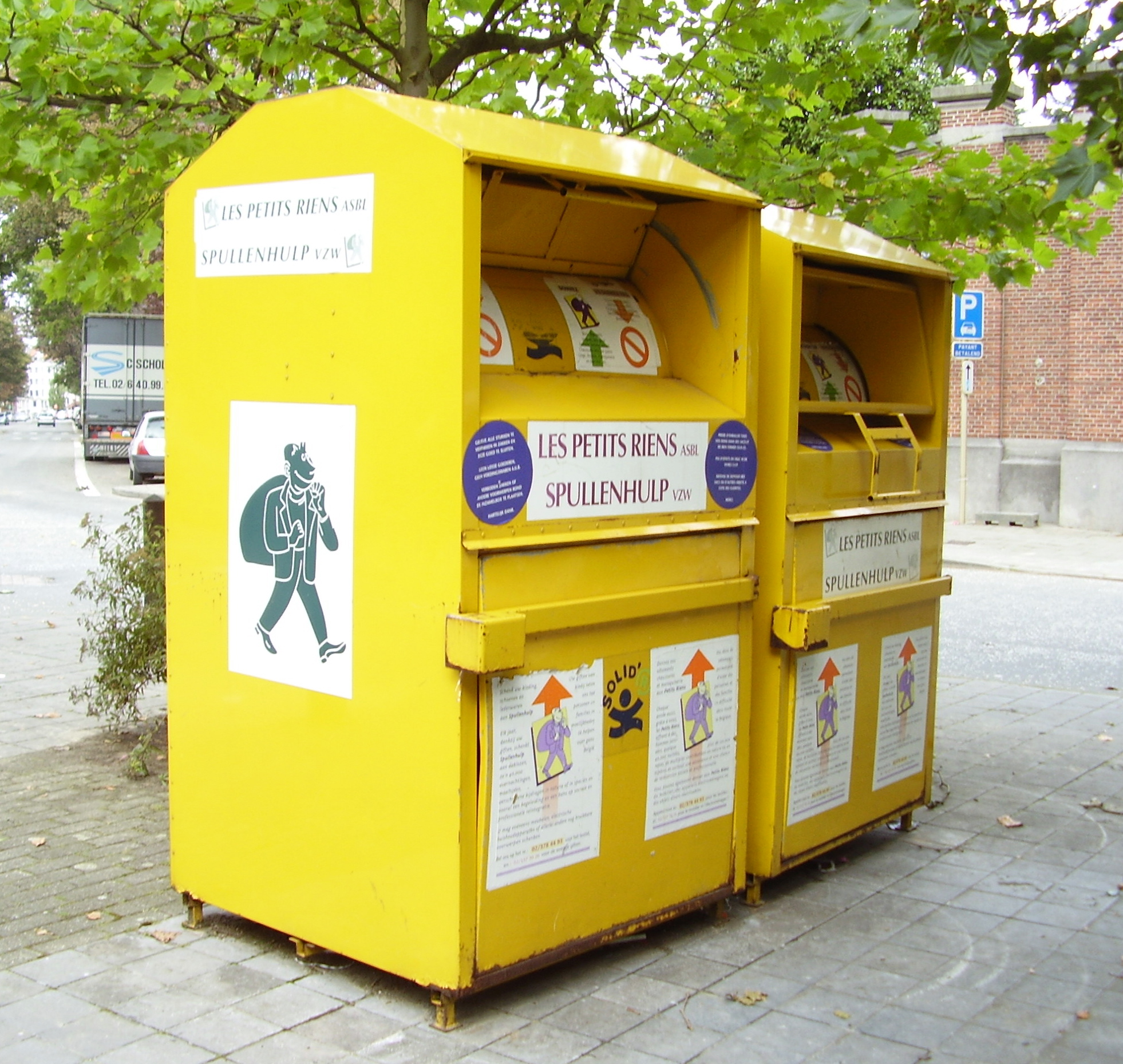
Depotcontainer in Brüssel

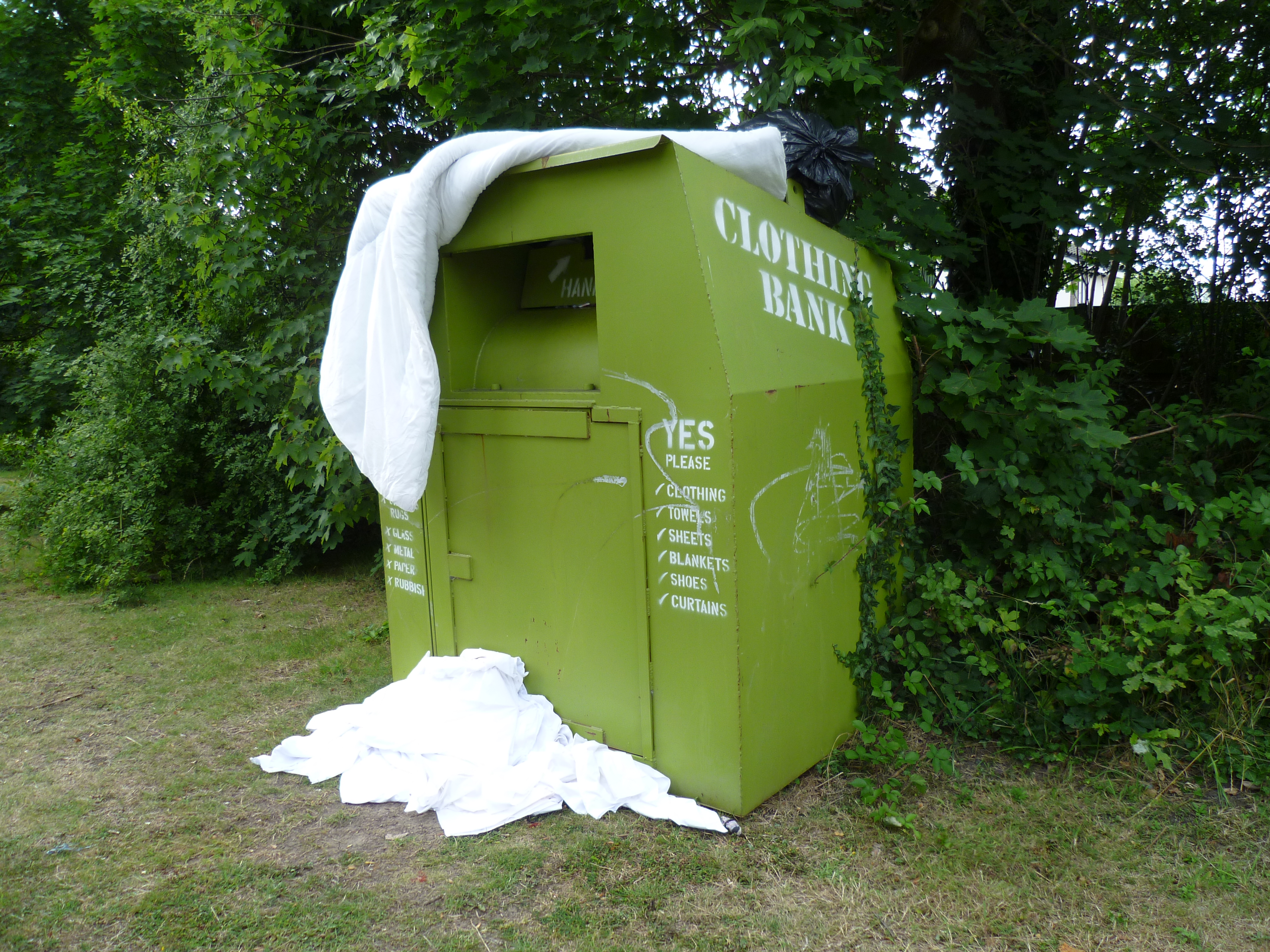
Depotcontainer in England

Bei Depotcontainern handelt es sich um Stahlbehälter mit einer speziellen Einwurfmechanik, einer Drehschleuse, die oft als Klappe bezeichnet wird. Diese Mechanik soll eine einfache Befüllung und einen möglichst hohen Füllstand ermöglichen, andererseits auch Diebstahl und das Eindringen von Tieren, etwa Mäusen, verhindern sowie Brandlegung erschweren. Darüber hinaus ist es wichtig, dass das Sammelgut bei Regen nicht nass und damit unbrauchbar wird. Ein Vordach weist Regen ab.
In der Schweiz sammelte Texaid laut Angaben im 2017 90 Prozent der Sammelmenge in Containern.
In Deutschland standen 2015 ungefähr 120.000 Altkleider-Container (Stand 2015). Alle Altkleider-Container des Deutschen Roten Kreuzes sind mit Info-Aufklebern über die Verwendung der Kleidung versehen. Die eingedruckte Adresse ermöglicht den direkten Kontakt zum DRK-Regionalverband. Das DRK sammelt jährlich bis zu 100.000 Tonnen Altkleider, davon werden rund 95 % verkauft, um mit den Erlösen gemeinnützige Arbeit zu finanzieren. Einige Gemeinden der evangelischen und der katholischen Kirche unterhalten auf ihren Grundstücken eigene Depotcontainer.
Auch Entsorgungsunternehmen stellen Container auf und treten damit zu den anderen Altkleidersammlern in Konkurrenz. An Container-Standorten für Altglas und anderes Verpackungsmaterial der gebietszuständigen Entsorger (Stadt oder Gemeinde) stehen oder standen oft auch Depotcontainer für Kleidung und Schuhe.
Neben den Depotcontainern an den kommunalen oder kirchlichen Containerstandorten gibt es auch Behälter auf privaten Grundstücken. Die überwiegende Anzahl steht dabei auf Parkplätzen von Einkaufscentern, Lebensmittelhändlern oder Baumärkten. Die Grundstückseigentümer dulden diese Container meist ohne dafür Geld zu bekommen, da sie sich eine höhere Kundenfrequenz erhoffen.
Beim Versuch, Kleider oder versehentlich eingeworfene Gegenstände aus Containern zu entnehmen, sind wiederholt Menschen steckengeblieben, wobei es auch zu Todesfällen kam.

### Weitere Möglichkeiten zum Spenden von Kleidung
Einige Hilfsorganisationen nehmen Kleidung direkt entgegen. So betreiben beispielsweise das DRK und Caritas Kleiderkammern für bedürftige Menschen. Neben den Kleiderkammern der spezialisierten Organisationen nehmen auch Sozialkaufhäuser (beispielsweise Weißer Rabe soziale Betriebe und Dienste in München) und Hilfsgüterinitiativen gebrauchte Kleidung direkt an. Karitative Second-Hand-Läden wie Oxfam verkaufen die gespendete Kleidung meist direkt vor Ort, um mit den Einnahmen wohltätige Projekte zu finanzieren und suchen deshalb meist nach Ware, die zur aktuellen Jahreszeit passt: „Wegen der begrenzten Lagerkapazität in vielen unserer Shops können wir Kleidung nur passend zur Jahreszeit annehmen. Herbst- und Winterkleidung können Sie uns gerne ab dem Spätsommer in unsere Shops bringen. Über Ihre Frühjahrs- und Sommersachen freuen wir uns zum Ende der Winterzeit.“
Die Deutsche Kleiderstiftung nimmt gebrauchte Textilien und Schuhe per Post an, wobei der Versand ab fünf Kilogramm für den Spender oder die Spenderin kostenlos ist. Ferner führen einige Kirchengemeinden regelmäßig Sammlungen durch, bei denen Altkleider zu den Räumen der Gemeinde gebracht werden können, und geben die Kleiderspenden dann an gemeinnützige Organisationen weiter.
Auf Recyclinghöfen läuft die Sammlung durch dort aufgestellte Depotcontainer. Darüber hinaus gibt es teilweise die Möglichkeit, größere Mengen im Recyclinghof direkt abzugeben. Weitere Möglichkeiten, um gebrauchte Kleidung weiterzugeben, sind die Abgabe in einem Umsonstladen oder die Teilnahme an einer Kleidertauschparty.

## Sortierung und Verwertung
Anders als einige Kleiderspender glauben, wird ein Großteil der in Sammelcontainern abgegebenen Kleidung nicht kostenlos an Bedürftige in Deutschland oder in Entwicklungsländern verteilt. Laut FairWertung sind ohnehin nur noch 50 bis 55 Prozent der gesammelten Textilien als Secondhandkleidung nutzbar. Die andere Hälfte wird dem Textilrecycling zugeführt (beispielsweise thermische Verwertung, Herstellung von Malervlies und Putzlappen). Die gesammelten Altkleider werden von Hand nach bis zu 250 Kategorien sortiert. In Deutschland agierende Textilsortierbetriebe sind beispielsweise die Texaid AG in Apolda oder der SOEX Group in Ahrensburg.
Die geringe Secondhand-Quote ist laut dem Dachverband ein wachsendes Problem für die gewerblichen Textilverwerter, da das Sortieren und Verwerten der vielen minderwertigen Textilien nicht kostendeckend ist. Sortierbetriebe wandern deshalb zunehmend in Niedriglohnländer ab, wie beispielsweise nach Bulgarien.
Von den gesammelten Kleidungsstücken, die in den Secondhand-Handel gelangen, sind zwei bis drei Prozent sogenannte Extra- oder Cremeware, die in Europa zum Verkauf angeboten wird. Der Rest wird auf dem weltweiten Markt für Secondhandkleidung vertrieben. Afrika importiert pro Jahr Altkleider für rund 1 Mrd. US-Dollar, davon allein Uganda für 350 Mio. US-Dollar. Hunderttausende von Arbeitsplätzen im Textileinzelhandel hängen von diesen Importen ab. Die Altkleider gelangen bündelweise sortiert und in Kunststoff eingeschweißt in die Zielländer. Auf Swahili werden diese eingeschweißten Kleiderbündel Mitumba genannt.
Das DRK verwertet die Altkleider nach zwei unterschiedlichen Modellen. Beim „Kleiderkammermodell“ wird die Kleidung vom DRK sortiert. Die geeigneten Stücke werden in DRK-Kleiderkammern und DRK-Kleiderläden weitergegeben, die Überschüsse werden an ein Verwertungsunternehmen verkauft. Beim „Verwertermodell“ wird der Inhalt der Sammelcontainer komplett an ein Verwertungsunternehmen verkauft, das die Textilien dann selbst nach unterschiedlichen Qualitäten sortiert: Rund 10 % sind Abfall, rund 35 % werden zu Dämmstoffen oder Putzlappen verarbeitet, rund 55 % sind als Kleidung noch tragbar und gehen als Secondhandware in den Export. Die Kleiderspenden, die das DRK sammelt, gehen also teils direkt an Bedürftige, teils werden sie aufgrund der Verkaufserlöse zu einer indirekten Geldspende an das Rote Kreuz und seine soziale Arbeit, teils werden sie gewerblich verwertet.
Die Kleidersammlung der Von Bodelschwinghsche Stiftungen Bethel verwertet rund 12.000 Tonnen im Jahr, die als Sachleistung an Bedürftige kostenlos abgegeben oder günstig verkauft werden. Nicht einzeln verkaufte Stücke werden an Vertragsbetriebe des Dachverbandes FairWertung verkauft. Der Erlös aus dem Verkauf wird für diakonische Aufgaben eingesetzt. Die Sammlung wird dezentral durchgeführt; einmal im Jahr fährt ein Transport nach Bethel.

## Problematische Aspekte

### Scheinwohltätigkeit und illegale Sammlungen
In Deutschland beklagen der Dachverband FairWertung und die Verbraucherzentralen vor Straßensammlungen, die einen rein gewerblichen Zweck haben, dabei aber einen wohltätigen Zweck vortäuschen. Zur Täuschung der Kleiderspender nutzten Kleinunternehmer auf ihren Sammelzetteln karitativ anmutende Symbole und Vereinsnamen wie beispielsweise „Roter Ring Kinderhilfe“, „Humanitärer Mutter Teresa Verein“ oder „Pater Rodriguez“. Dies unterscheidet sie von Altkleidersammlern mit Spendensiegel des Deutschen Zentralinstitut für soziale Fragen, mit dem Logo des Verbands FairWertung oder dem Siegel vom Bundesverband Sekundärrohstoffe und Entsorgung, welche garantieren, dass die zertifizierten gewerblichen Unternehmen „für Transparenz bei der Sammlung, nachvollziehbare Verwertungswege und den Schutz der Umwelt sorgen“.
Gemeinnützige Vereine das Sammeln per Container einem gewerblichen Sammler überlassen und diesem ihr Logo und ihren Namen vermieten. Das Logo wird dann auf den Containern angebracht und fördert das Vertrauen der Spender. Als Gegenleistung erhält der gemeinnützige Verein eine pauschale Vergütung vom Verwerter. Bei diesem häufig angewandten Verwertungsmodell werde laut FairWertung der überwiegend gewerbliche Charakter der Verwertung verschleiert und protesttierte gegen diese Praxis. Das Mieten von Logos und Namen ist jedoch juristisch zulässig.
Etwa 2011 bis 2013 drängten illegale Sammler mit unangemeldeten Straßensammlungen oder ohne behördliche Genehmigung aufgestellte Sammelcontainer auf den Markt. Es wurden auch fremde Container aufgebrochen.

### Auswirkungen auf Entwicklungsländer
Entwicklungspolitisch gesehen ist der Export von Altkleidern umstritten. Da der Handel mit Altkleidern in direkter Konkurrenz zur lokal ansässigen Bekleidungsherstellung steht, kann er zu deren Zerstörung beitragen (wie es beispielsweise auch mit Entwicklungshilfe im Agrarsektor der Fall sein kann). Ein Artikel auf Zeit Online beklagte im Jahr 2011, gebrauchte Kleidung werde in so großen Mengen exportiert, „dass die einheimische Textilindustrie in vielen belieferten Ländern inzwischen vollkommen marginalisiert ist“.
Die zunehmend schlechte Qualität der gespendeten Altkleider führt dazu, dass diese in den Empfängerländern entsorgt werden müssen und dadurch erhebliche Umweltschäden entstehen.
Laut der US-amerikanischen OR Foundation wird beispielsweise 40 % der Secondhandkleidung aus Ghanas größtem Altkleidermarkt Kantamanto in Accra nicht verkauft, sondern im Umland abgeladen.
Aufgrund der damit verbundenen Probleme hat Ruanda seit 2019 den Import von Altkleidern verboten.
Das Deutsche Rote Kreuz widerspricht: „Die Zahl der Menschen, die vom Gebrauchtmarkt der Textilien leben, also Schneider, Verkäufer und so weiter, ist weit größer ist als die Zahl der Arbeitsmöglichkeiten in der Textilindustrie“. Auch die Attac-Mitbegründerin Jutta Sundermann ist der Meinung, dass der Altkleiderhandel die Menschen dort mit guter Kleidung versorge.